# Fagus taurica
Fagus taurica är en bokväxtart som beskrevs av Henrietta Ippolitovna Poplavskaja. Fagus taurica ingår i släktet bokar, och familjen bokväxter. Inga underarter finns listade.